# スラスト (突撃)
『スラスト (突撃)』（原題：Thrust）は、アメリカ合衆国のジャズ・ミュージシャン、ハービー・ハンコックが1974年に発表した13作目のスタジオ・アルバム。

## 背景
大ヒット作『ヘッド・ハンターズ』（1973年）の路線を継承したアルバムだが、ドラマーはハーヴィー・メイソンからマイク・クラークに交代した。「アクチュアル・プルーフ」は、メイソン在籍時のセッションでも録音されていたが、本作にはクラーク加入後のラインナップによる再録音が収録された。
「バタフライ」は、ハンコックの後のアルバムでも度々再録音されており、例として『ダイレクトステップ』（1979年）、笠井紀美子と連名の『バタフライ』（1979年）、『ディス・イズ・ダ・ドラム』（1994年）が挙げられる。

## 反響・評価
アメリカでは総合アルバム・チャートのBillboard 200で13位に達し、『ビルボード』のジャズ・アルバム・チャートでは1位、R&Bアルバム・チャートでは2位を記録した。リチャード・S・ギネルはオールミュージックにおいて5点満点中4点を付け「ハンコックは、当時のポップやジャズ・ロックのレコードで主流のアイテムとなりつつあったアープ・ストリングスによるメタリックな光沢を筆頭として、目まぐるしく変化している最新のテクノロジーに、引き続き手を伸ばしていった」と評している。

## 収録曲
1. パーム・グリース - "Palm Grease" (Herbie Hancock) - 10:36
2. アクチュアル・プルーフ - "Actual Proof" (H. Hancock) - 9:44
3. バタフライ - "Butterfly" (H. Hancock, Bennie Maupin) - 11:16
4. スパンク・ア・リー - "Spank-A-Lee" (H. Hancock, Paul Jackson, Mike Clark) - 7:12

## 参加ミュージシャン
- ハービー・ハンコック - ピアノ、ローズ・ピアノ、アープ・シンセサイザー、クラビネット
- ベニー・モウピン - ソプラノ&テナー・サクソフォーン、サクセロ、バスクラリネット、アルトフルート
- ポール・ジャクソン - エレクトリックベース
- マイク・クラーク - ドラムス
- ビル・サマーズ - パーカッション